# 清洲藩
清洲藩（日语：／ Kiyosu han */?），是日本江戶時代的一個藩。位於尾張國清洲（今愛知縣清須市），藩廳是清洲城。

## 歷史
在豐臣秀吉政權時代，它是福島正則的居城。關原之戰後，福島正則在前線作線非常活躍。被移封到安藝國廣島49萬8千石。接替者是德川家康四男松平忠吉。1607年忠吉病逝，而無子繼承。
其後由德川義直入藩。因為1609年開始建築名古屋城，清洲城因而被清拆，1610年義直為尾張藩藩主。清洲藩被廢藩。

## 歷任藩主
- 松平氏 52萬石

1. 松平忠吉 1600年 - 1604年

- 尾張德川家 47萬2344石

1. 德川義直 1604年 - 1610年